# September
September je bio jazz rock sastav koji je djelovao između 1975. i 1979.

## Životopis sastava
Sastav su osnovali 1975. Janez Bončina – Benča i Tihomir Pop Asanović. Asanović je ranije svirao u sastavima The Generals, Time, Pro arte i Jugoslovenskoj pop selekciji i izdao dva solo EP-a, a Bončina je ranije bio gitarista i pjevač u sastavu Mladi levi, a kasnije i pjevač u The Generals, Srce i Jugoslovenskoj pop selekciji.
Sastav je uglavnom svirao jazz rock. Predstavljali su Jugoslaviju na festivalima mladih u SSSR-u, Istočnoj Njemačkoj i na Kubi. Vedran Božić, bivši gitarista sastava Timea, ponekad je nastupao na njihovim koncertima. Ukupno su izdali dva studijska albuma. Prvi album se zvao Zadnja avantura, izdat 1976. godine za PGP RTB.
Početkom 1978. September je gostovao u Sjedinjenim Državama, gdje je snimao drugi album Domovina moja. LP je sadržavao pjesme koje su bile bliže konvencionalnom rocku, s više glasnih linija. Sastav je posljednji put nastupio 5. studenoga 1979. u Zenici.
Godine 2003. izašao je kompilacijski album The Best of September. Sastav se okupio za turneju s koncertima u Puli, Portorožu i Mariboru, a završili su nastupom u Dvorani Tivoli u Ljubljani, gdje im se pridružio engleski sastav Deep Purple.
Sastav se ponovno okupio 30. ožujka 2012. na koncertu u Cankarjevem domu u Ljubljani.
Glazbeni producent 9th Wonder 2017. samplirao je Septemberovu pjesmu Ostavi trag iz albuma Zadnja avantura za Kendrick Lamarovu pjesmu Duckworth.

## Diskografija

### Studijski albumi
- 1976.: Zadnja avantura[9]
- 1979.: Domovino moja[9]
- 2023.: Florida[9]

### Kompilacije
- 1976.: BOOM 76
- 1977.: Randevu sa muzikom
- 2003.: The Best of September[9]

### Singlovi
- 1975.: Luduj s nama[9]
- 1977.: Prle upeco ribu[9]
- 1977.: Live in studio M.
- 1977.: Život nema pravila
- 1978.: Domovino moja[9]